# Dioon purpusii
Dioon purpusii — вид голонасінних рослин класу саговникоподібні (Cycadopsida).
Видовий епітет віддає данину мексиканському ботаніку Карл Антону Пурпусу (Carl Anton Purpus, 1853-1914).

## Опис
Рослини деревовиді. Стовбур 5 м заввишки, 40 см діаметром. Листки темно-сіро-зелені, тьмяні, довжиною 80–160 см, з 150–260 листових фрагментів; черешок 5–20 см. Середні листові фрагменти 7–12 см завдовжки, 8–10 мм завширшки. Пилкові шишки вузькояйцевиді, зелені або світло-коричневі, 20–30 см завдовжки, 7–8 см діаметром. Насіннєві шишки яйцеподібні, світло-коричневі, довжиною 35–45 см, 15–20 см, діаметром. Насіння яйцеподібне, 30–40 мм, шириною 25–35 мм, саркотеста кремова або біла.

## Поширення, екологія
Цей вид є ендеміком штату Оахака, Мексика. Рослини ростуть в тропічних листяних лісах у крутих ярах на висотах 457–914 м.

## Використання
Тубільці вважають насіння лікарським засобом при болі в очах.

## Загрози та охорона
Загрози цьому виду невідомі. Рослини зустрічаються в Tehuacán-Cuicatlán Biosphere Reserve.